# 韮山城
韮山城（にらやまじょう）は、伊豆国田方郡韮山（静岡県伊豆の国市韮山）にあった、室町時代後期から安土桃山時代にかけての日本の城（平山城）。城跡は国の史跡への指定が答申されている（指定名称は「韮山城跡 附 付城跡」、官報告示を経て正式指定となる）。

## 概要
15世紀末に伊勢盛時（北条早雲）の関東経略の拠点として整備され、後北条氏の関東支配後も伊豆支配の拠点としてその持ち城であったが、天正18年（1590年）には豊臣秀吉による小田原征伐において激しい攻防戦を経験している。龍城の異称を持つ。

## 歴史
築城年ははっきりしないが、『北条五代記』によると文明年間（1469年 - 1486年）に初代堀越公方足利政知の家臣、外山豊前守が城を造ったのが始まりとされている。また城内の熊野神社が勧進された年代から、1500年（明応9年）頃までには完成していたとする見解がある。
初めはあまり大規模なものではなく、延徳5年（1491年）に2代堀越公方足利茶々丸を攻め滅ぼした伊勢盛時（北条早雲）によって、後北条氏の領有となり、同年から早雲によって後北条氏の本拠地として本格的に造営された。早雲はここを拠点に伊豆の各拠点の支配を進め、後に相模に領土を広げた後も小田原城に移ることなく、没するまでここを居城とした。
その後も小田原城を中心に関東を支配する後北条氏の重要拠点の一つとなり、永禄末年には時の当主・北条氏康の四男・氏規が城主として入り、伊豆支配の中心地とした。
元亀元年（1570年）8月に武田信玄の駿河侵攻の際攻められるが、北条氏規が守り切る。
天正18年（1590年）の小田原征伐では、ほぼ天下を統一していた豊臣秀吉の大幅な攻勢を受ける。韮山城にも織田信雄の軍勢が迫ったために氏規は籠城して戦い、北条方は総勢約3千6百、豊臣方は総勢約5万と伝えられる大きな戦力差のなかで約100日間も持ちこたえたが、秀吉が派遣した徳川家康が交渉にあたり、北条方諸城の落城を受けついに開城した。
その後、関東に入った家康の家臣の内藤信成の居城としていたが 慶長6年（1601年）に転封され廃城となった。
現在の韮山城は、その敷地のほとんどがかつての韮山代官江川太郎左衛門の子孫である江川家の持ち物となっている。
2005年（平成17年）12月17日に、韮山城の至近にある韮山高校のOBが中心となって「韮山城を復元する会」を創設した。

## 城の構造
典型的な平山城であり、丘陵に沿って縦に曲輪が連なっている。現在でも曲輪や土塁の跡などが残されており、散策路が整備されている。武家屋敷や政庁の位置は不明だが、韮山高校のグランドに御座敷という地名が残っており、1990年（平成2年）から1991年（平成3年）にかけて、韮山高校の校舎の建て替え工事に伴い発掘調査が行われており、井戸や園池のほか、屋敷跡と思われる遺構も出土している。